# 孔瓦利伊
49°41′5″N 35°27′48″E / 49.68472°N 35.46333°E
孔瓦利伊（烏克蘭語：Конвалії）是位於烏克蘭東部的村莊，由哈爾科夫州博霍杜希夫區的瓦爾基市鎮負責管轄。該村始建於1843年，面積7.19平方公里，海拔高度164米，2001年人口126，人口密度每平方公里17.5人。